# Atala (Motorradhersteller)
Atala war ein italienischer Hersteller von Motorrädern mit Sitz in Mailand, aktiv von 1924 bis 1934. Nicht zu verwechseln ist das Unternehmen mit der Fahrradmarke Atala aus Padua.

## Geschichte
Die Officina Meccanica Atala, ursprünglich ein Fahrradbetrieb, begann 1924 mit der Produktion von Motorrädern. Auf dem Mailänder Salon wurde ein Modell mit 124-cm³-Zweitaktmotor vorgestellt, verfügbar in den Ausführungen „Turismo“ (ohne Schaltung) und „Sport“ (mit Zweiganggetriebe).
Anschließend wurde das Programm um 350-cm-³-Motorräder mit Blackburne-Motoren, 175-cm³- und später 500-cm³-Maschinen mit J.A.P.-Motoren (1932) erweitert.
In Rennen wie dem Circuito del Lario von 1925 starteten Fahrer wie Ernesto Gnesa und Giovanni Gianoglio auf Atala-Motorrädern, konnten aber keine Podiumsplätze erreichen.
1934 wurde die Motorradproduktion eingestellt. 1938 übernahm Cesare Rizzato das Markenrecht und nutzte es in der Nachkriegszeit für Mopeds und Fahrräder.

## Technik
Merkmale der Motorräder von Atala:
- 124-cm³-Zweitaktmotor (eigene Entwicklung, Zweiganggetriebe)
- 350-cm³-Blackburne-Viertaktmotoren
- 175-cm³- und 500-cm³-JAP-Viertaktmotoren
- Rennmodelle